# Crotalaria abscondita
Crotalaria abscondita är en ärtväxtart som beskrevs av John Gilbert Baker. Crotalaria abscondita ingår i släktet sunnhampor, och familjen ärtväxter. Inga underarter finns listade i Catalogue of Life.